# Морская учебно-стрелковая команда
Морская учебно-стрелковая команда — учебное формирование (команда) Русского императорского флота.

## История
В 1884 году Флотская стрелковая рота была выделена из состава Офицерской стрелковой школы, и преобразована в Морскую учебную-стрелковую команду для обучения офицеров и матросов стрельбе, гимнастике, фехтованию, обращению с ручным огнестрельным оружием и строевой службе, чтобы «кончившие курс в этой команде могли быть инструкторами в экипажах». Положение о команде утвердил 2 мая 1886 года император Александр III.
Команда представляла собой отдельную воинскую часть, подчинявшуюся непосредственно начальнику Главного морского штаба (ГШМ). На должность начальника команды назначался штаб-офицер из числа окончивших курс стрелковой подготовки — он пользовался правами командира флотского экипажа. Постоянный состав команды, помимо начальника, включал в себя двух лейтенантов (инструкторов и командиров отделений), также из числа окончивших курс стрелковой подготовки, чиновника-комиссара, врача, и 49 нижних чинов, которые числились в 7-м флотском экипаже.
Обучение начиналось 15 сентября и продолжалось один год. Переменный состав команды включал в себя 14 офицеров (12 с Балтийского флота и два с Черноморского) и 147 нижних чинов (по 12 человек от Гвардейского экипажа и экипажей №№ 1 — 7, 25 человек от 8-го флотского экипажа и 26 человек от 1-го и 2-го Черноморских флотских экипажей). Из числа нижних чинов 8-го флотского экипажа по окончании обучения 12 человек направлялись в Сибирский флотский экипаж, два в Ревель и один в Свеаборг. Слушателями из черноморских экипажей комплектовался Каспийский экипаж.
Успешно окончившим полный годичный курс обучения присваивалась особая нашивка на рукав и выделялось дополнительное жалование. Офицеры получали дополнительно полугодовой оклад.
12 июля 1917 года приказом А. Ф. Керенского № 397 при Морской учебно-стрелковой команде была сформирована Первая женская команда, состав которой после обучения планировалось отправить на Север для обслуживания береговых учреждений Кольской морской базы. Однако набрать удалось всего 35 женщин, после чего приказом морского министра женская команда была расформирована.

«Мы, матросы Морской учебно-стрелковой команды, протестуем против формирования женских морских команд», – так начиналось гневное послание моряков своим сослуживицам. Матросы постарались лаконично объяснить, почему женщинам не место на флоте. «Баба в море – команде горе!» – припомнили они старую поговорку. Матросы предложили альтернативу: «Сплотитесь не в морские женские команды, не в ударные батальоны, не в батальоны смерти, а в батальоны труда и взаимопомощи!»— Ольга Хорошилова (кандидат искусствоведения), Морячки 1917-го Мечту этих девушек служить на военном флоте осуществят уже их внучки, «Родина» — № 10 (1015) 1 октября 2015 г. 17:55
Первая морская женская команда, август 1917, фото Якова Штейнберга

## Дислокация
Школа размещалась в каменных зданиях в Ораниенбауме.

## Домовая церковь
В казармах Морской учебно-стрелковой команды имелась домовая церковь Святителя Николая Чудотворца, освящена в 1906 году, а на зимнее время для совершения богослужений в неё прикомандировывался судовой священник с корабля флота. В 1909 году домовая церковь Морской учебно-стрелковой команды была приписана к церкви Святого Спиридония Тримифунтского Чудотворца при Офицерской стрелковой школе. Закрыта после 1917 года.

## Начальники
- 05.09.1911 года — xx.xx.1917 года — капитан 1-го ранга (с 14.04.1913 генерал-майор) Петров Александр Васильевич

## Известные люди, обучавшиеся или служившие в команде
- Власьев, Сергей Николаевич
- Ергомышев, Константин Львович
- Меллер, Александр Петрович
- Плен, Павел Михайлович
- Шельтинг, Владимир Владимирович